# Saint-Aubin-d'Arquenay
Pour les articles homonymes, voir Saint-Aubin.
Saint-Aubin-d'Arquenay est une commune française située dans le département du Calvados en région Normandie, peuplée de 1 119 habitants.

## Géographie
La commune est au nord de la plaine de Caen, à proximité de la Côte de Nacre. Son bourg est à 3 km à l'ouest d'Ouistreham, à 8 km à l'est de Douvres-la-Délivrande et à 12 km au nord de Caen.

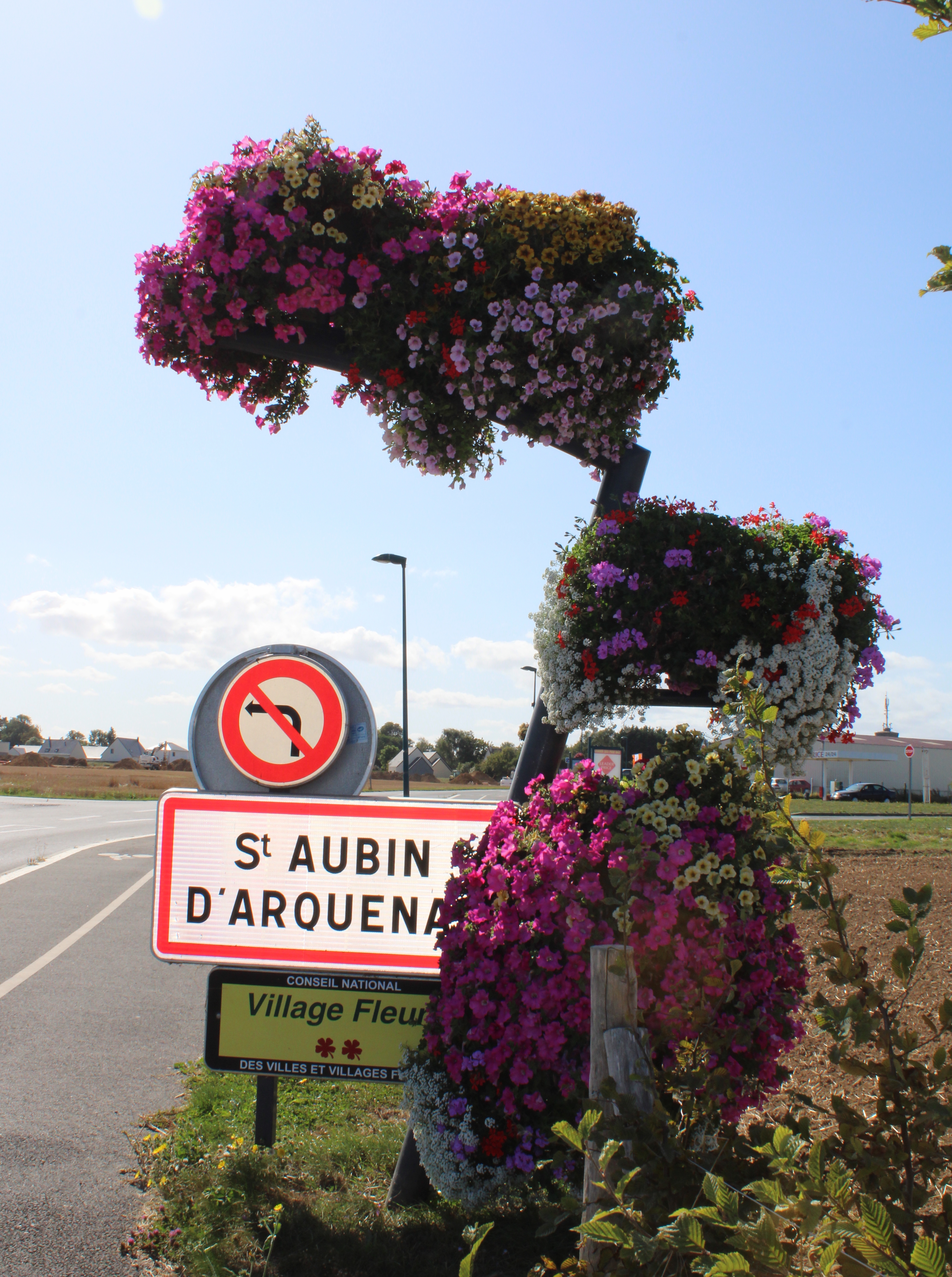
Entrée du village.

| Colleville-Montgomery | Ouistreham             | Ouistreham |
| Colleville-Montgomery | Saint-Aubin-d'Arquenay | Ouistreham |
| Bénouville            | Bénouville             | Ouistreham |

### Hydrographie
La commune est située dans le bassin Seine-Normandie. Elle n'est drainée par aucun cours d'eau,.

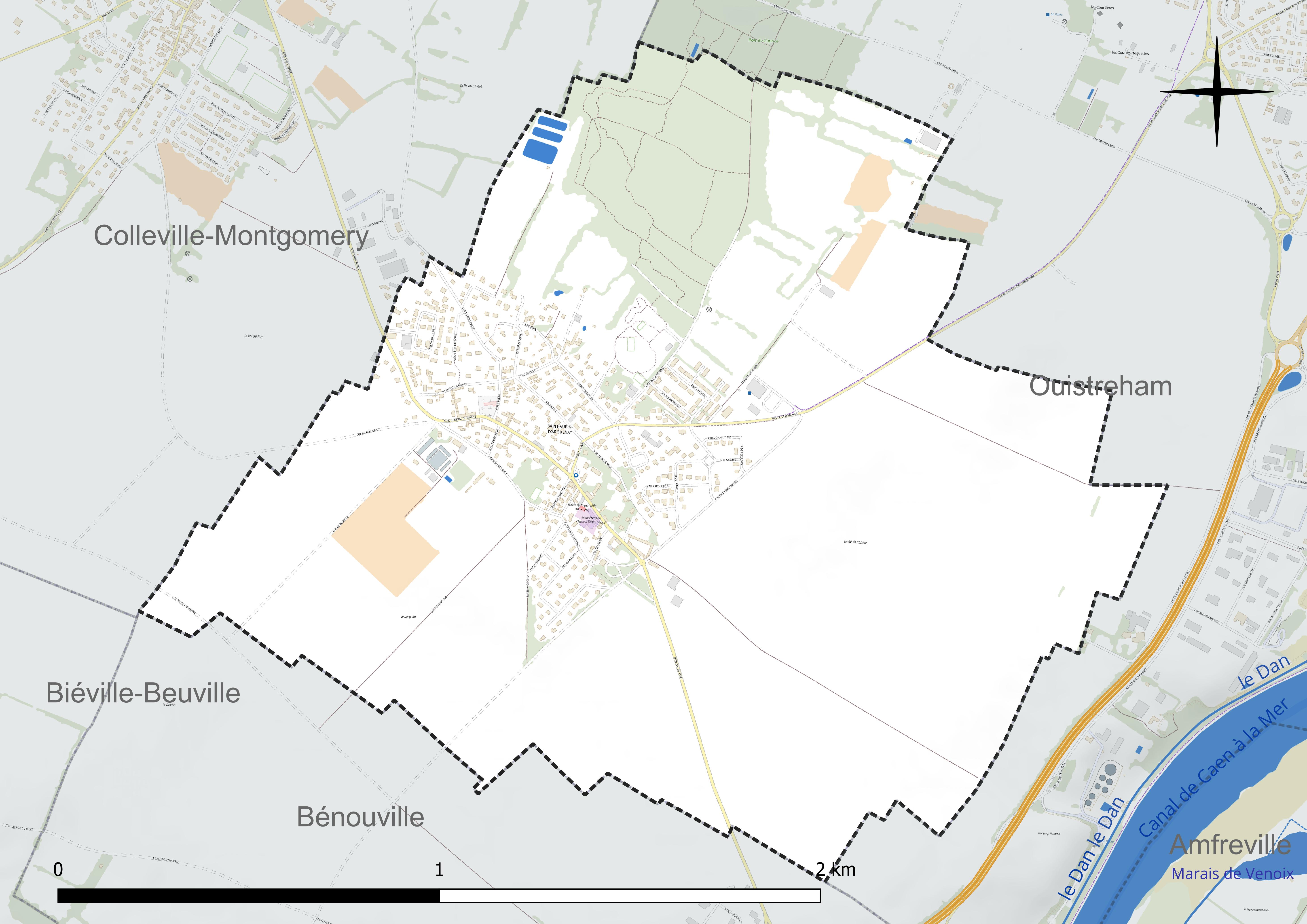
Réseau hydrographique de Saint-Aubin-d'Arquenay.

### Climat
Pour des articles plus généraux, voir Climat de la Normandie et Climat du Calvados.
En 2010, le climat de la commune est de type climat océanique altéré, selon une étude du CNRS s'appuyant sur une série de données couvrant la période 1971-2000. En 2020, Météo-France publie une typologie des climats de la France métropolitaine dans laquelle la commune est exposée à un climat océanique et est dans la région climatique Normandie (Cotentin, Orne), caractérisée par une pluviométrie relativement élevée (850 mm/a) et un été frais (15,5 °C) et venté. Parallèlement le GIEC normand, un groupe régional d'experts sur le climat, différencie quant à lui, dans une étude de 2020, trois grands types de climats pour la région Normandie, nuancés à une échelle plus fine par les facteurs géographiques locaux. La commune est, selon ce zonage, exposée à un « climat des plateaux abrités », correspondant à la plaine agricole de Caen à Falaise, sous le vent des collines de Normandie et proche de la mer, se caractérisant par une pluviométrie et des contraintes thermiques modérées.
Pour la période 1971-2000, la température annuelle moyenne est de 10,8 °C, avec  une amplitude thermique annuelle de 11,8 °C. Le cumul annuel moyen de précipitations est de 710 mm, avec 11,6 jours de précipitations en janvier et 7,2 jours en juillet. Pour la période 1991-2020, la température moyenne annuelle observée sur la station météorologique la plus proche, située sur la commune de Sallenelles à 4 km à vol d'oiseau, est de 11,8 °C et le cumul annuel moyen de précipitations est de 735,8 mm,. Pour l'avenir, les paramètres climatiques de la commune estimés pour 2050 selon différents scénarios d'émission de gaz à effet de serre sont consultables sur un site dédié publié par Météo-France en novembre 2022.

## Urbanisme

### Typologie
Au 1er janvier 2024, Saint-Aubin-d'Arquenay est catégorisée ceinture urbaine, selon la nouvelle grille communale de densité à 7 niveaux définie par l'Insee en 2022.
Elle appartient à l'unité urbaine de Colleville-Montgomery, une agglomération intra-départementale dont elle est une commune de la banlieue,. Par ailleurs la commune fait partie de l'aire d'attraction de Caen, dont elle est une commune de la couronne,. Cette aire, qui regroupe 296 communes, est catégorisée dans les aires de 200 000 à moins de 700 000 habitants,.

### Occupation des sols
L'occupation des sols de la commune, telle qu'elle ressort de la base de données européenne d'occupation biophysique des sols Corine Land Cover (CLC), est marquée par l'importance des territoires agricoles (76,3 % en 2018), en diminution par rapport à 1990 (79,3 %). La répartition détaillée en 2018 est la suivante : 
terres arables (73,9 %), zones urbanisées (15 %), forêts (8,7 %), prairies (2,4 %), zones industrielles ou commerciales et réseaux de communication (0,1 %). L'évolution de l'occupation des sols de la commune et de ses infrastructures peut être observée sur les différentes représentations cartographiques du territoire : la carte de Cassini (XVIIIe siècle), la carte d'état-major (1820-1866) et les cartes ou photos aériennes de l'IGN pour la période actuelle (1950 à aujourd'hui).

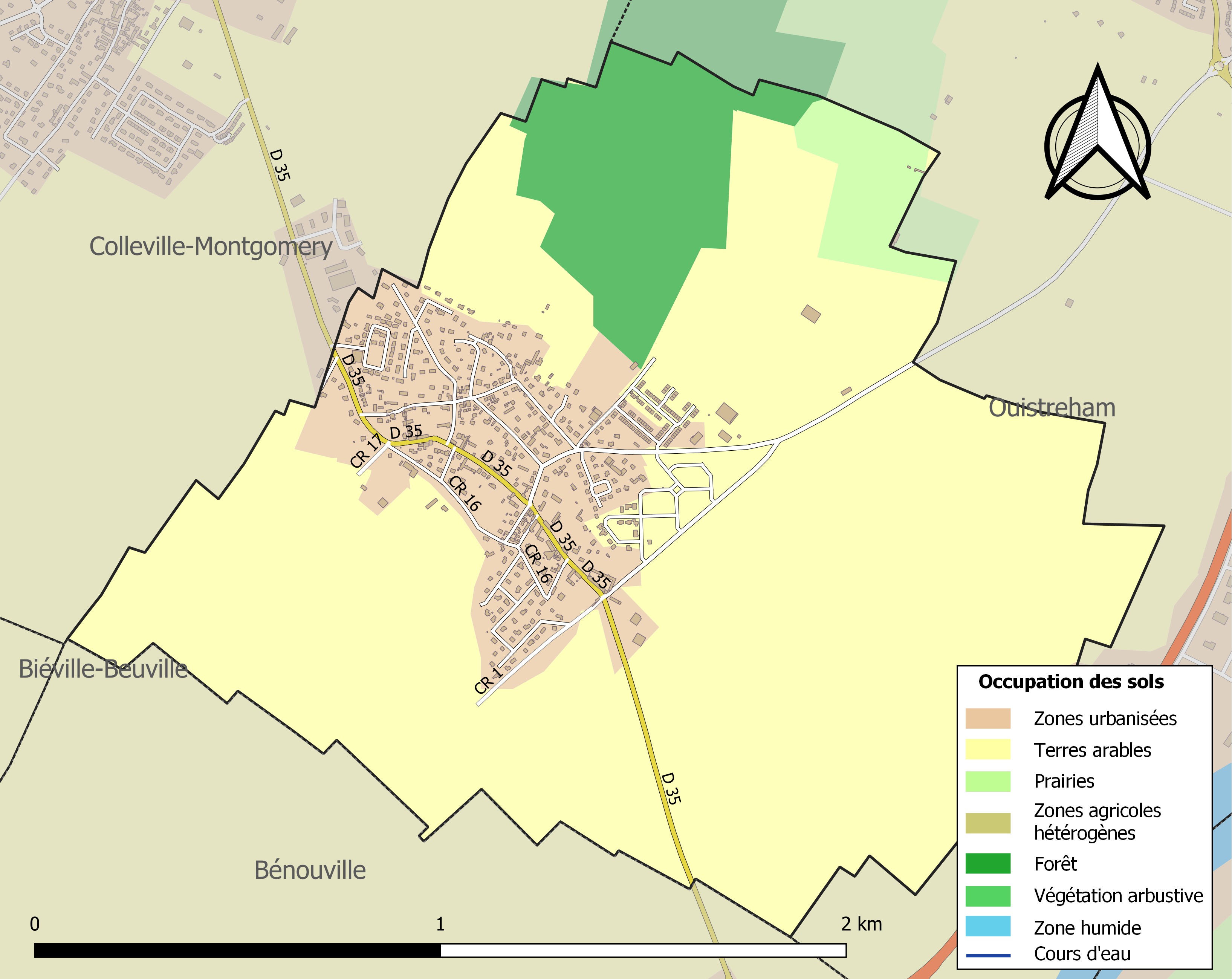
Carte des infrastructures et de l'occupation des sols de la commune en 2018 (CLC).

## Toponymie
L'hagiotoponyme est attesté sous la forme S. Albinus en 1265.
La paroisse était dédiée à Aubin d'Angers, évêque d'Angers au VIe siècle.
Arquenay serait issu de l'anthroponyme roman Arcanius.
Au cours de la période révolutionnaire de la Convention nationale (1792-1795), la commune a porté les noms dAubin-d'Arquenay, dAubin-Marat, dAubin-Rousseau et dAubin-sur-Orne.

## Histoire
À la création des cantons (décembre 1789), Saint-Aubin-d'Arquenay est chef-lieu de canton. Ce canton est supprimé lors du redécoupage cantonal de l'an IX (1801).

## Politique et administration
| Période                                  | Période   | Identité        | Étiquette | Qualité                             |
| ---------------------------------------- | --------- | --------------- | --------- | ----------------------------------- |
| avant 1988                               | 1995      | Paul Barrelier  |           |                                     |
| 1995                                     | mars 2014 | Bernard Auffret |           | Directeur d'école                   |
| mars 2014                                | mai 2020  | Gérard Caux     |           | Fonctionnaire des finances retraité |
| mai 2020                                 | En cours  | Bertin George   | SE        | Agriculteur                         |
| Les données manquantes sont à compléter. |           |                 |           |                                     |

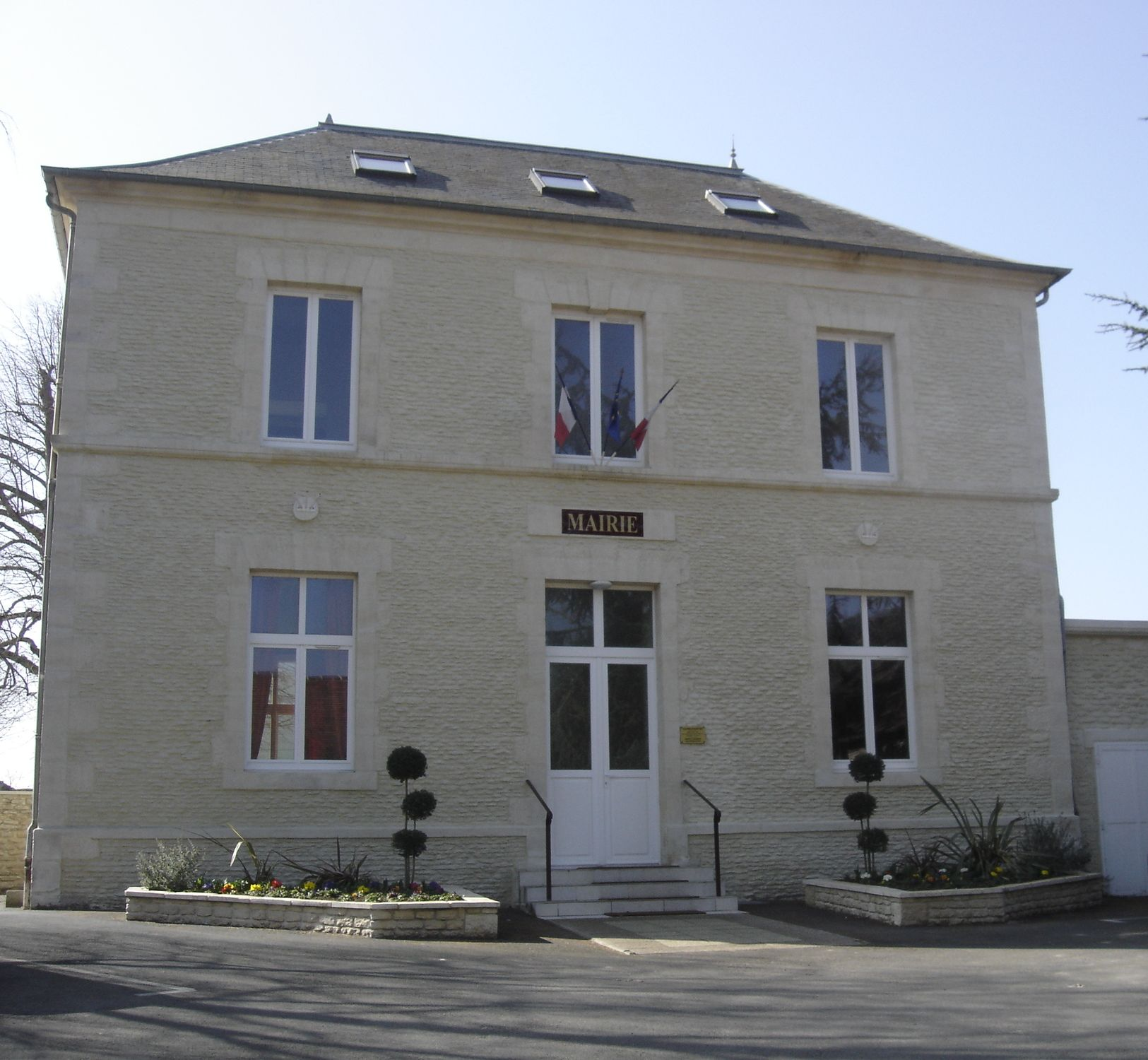
La mairie.

Le conseil municipal est composé de quinze membres dont le maire et quatre adjoints.

## Démographie
L'évolution du nombre d'habitants est connue à travers les recensements de la population effectués dans la commune depuis 1793. Pour les communes de moins de 10 000 habitants, une enquête de recensement portant sur toute la population est réalisée tous les cinq ans, les populations de référence des années intermédiaires étant quant à elles estimées par interpolation ou extrapolation. Pour la commune, le premier recensement exhaustif entrant dans le cadre du nouveau dispositif a été réalisé en 2007.
En 2022, la commune comptait 1 119 habitants, en évolution de +15,12 % par rapport à 2016 (Calvados : +1,58 %, France hors Mayotte : +2,11 %).
Dans le tableau suivant, le chiffre de recensement de l'année 1876 est vraisemblablement une erreur de transcription.
| 1793 | 1800 | 1806 | 1821 | 1831 | 1836 | 1841 | 1846 | 1851 |
| ---- | ---- | ---- | ---- | ---- | ---- | ---- | ---- | ---- |
| 289  | 269  | 343  | 394  | 365  | 356  | 360  | 337  | 338  |

| 1856 | 1861 | 1866 | 1872 | 1876 | 1881 | 1886 | 1891 | 1896 |
| ---- | ---- | ---- | ---- | ---- | ---- | ---- | ---- | ---- |
| 317  | 301  | 296  | 280  | 913  | 283  | 279  | 256  | 231  |

| 1901 | 1906 | 1911 | 1921 | 1926 | 1931 | 1936 | 1946 | 1954 |
| ---- | ---- | ---- | ---- | ---- | ---- | ---- | ---- | ---- |
| 233  | 219  | 228  | 219  | 269  | 277  | 235  | 211  | 220  |

| 1962 | 1968 | 1975 | 1982 | 1990 | 1999 | 2006 | 2007 | 2012 |
| ---- | ---- | ---- | ---- | ---- | ---- | ---- | ---- | ---- |
| 264  | 326  | 403  | 504  | 567  | 633  | 777  | 798  | 782  |

| 2017  | 2022  | - | - | - | - | - | - | - |
| ----- | ----- | - | - | - | - | - | - | - |
| 1 070 | 1 119 | - | - | - | - | - | - | - |

## Culture locale et patrimoine

### Lieux et monuments
- Église Saint-Aubin (en partie du XIe siècle). Au-dessus de la porte latérale sud on peut voir une statue datée de 1652 représentant saint Aubin ainsi qu'un petit cadran solaire daté de 1688.
- Bois du Caprice, ce petit bois de plus de 70 hectares est classé en « espace naturel sensible » par le conseil général du Calvados. Il abrite des espèces végétales rares et une faune variée dont la salamandre[26].

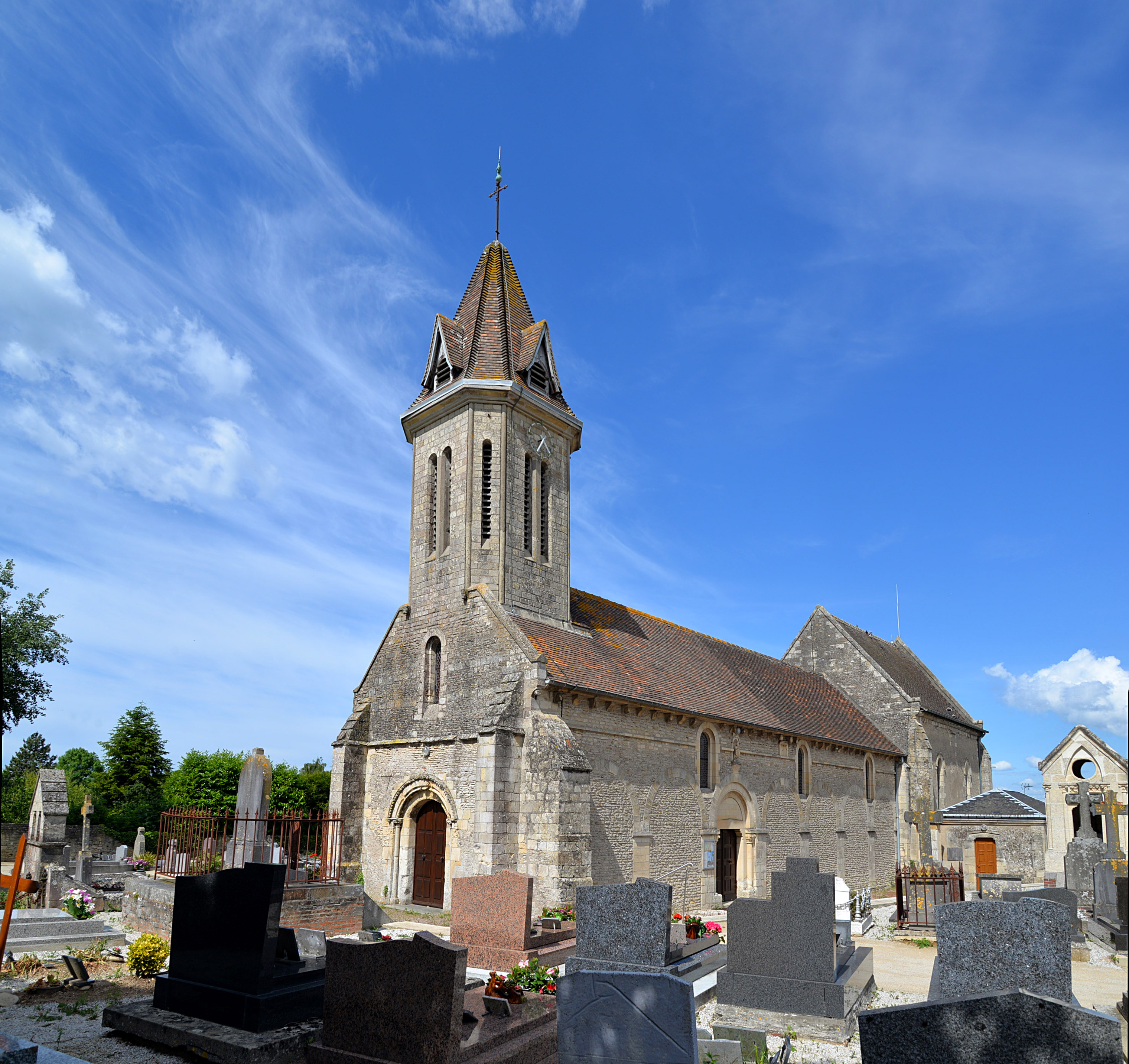
L'église Saint-Aubin.
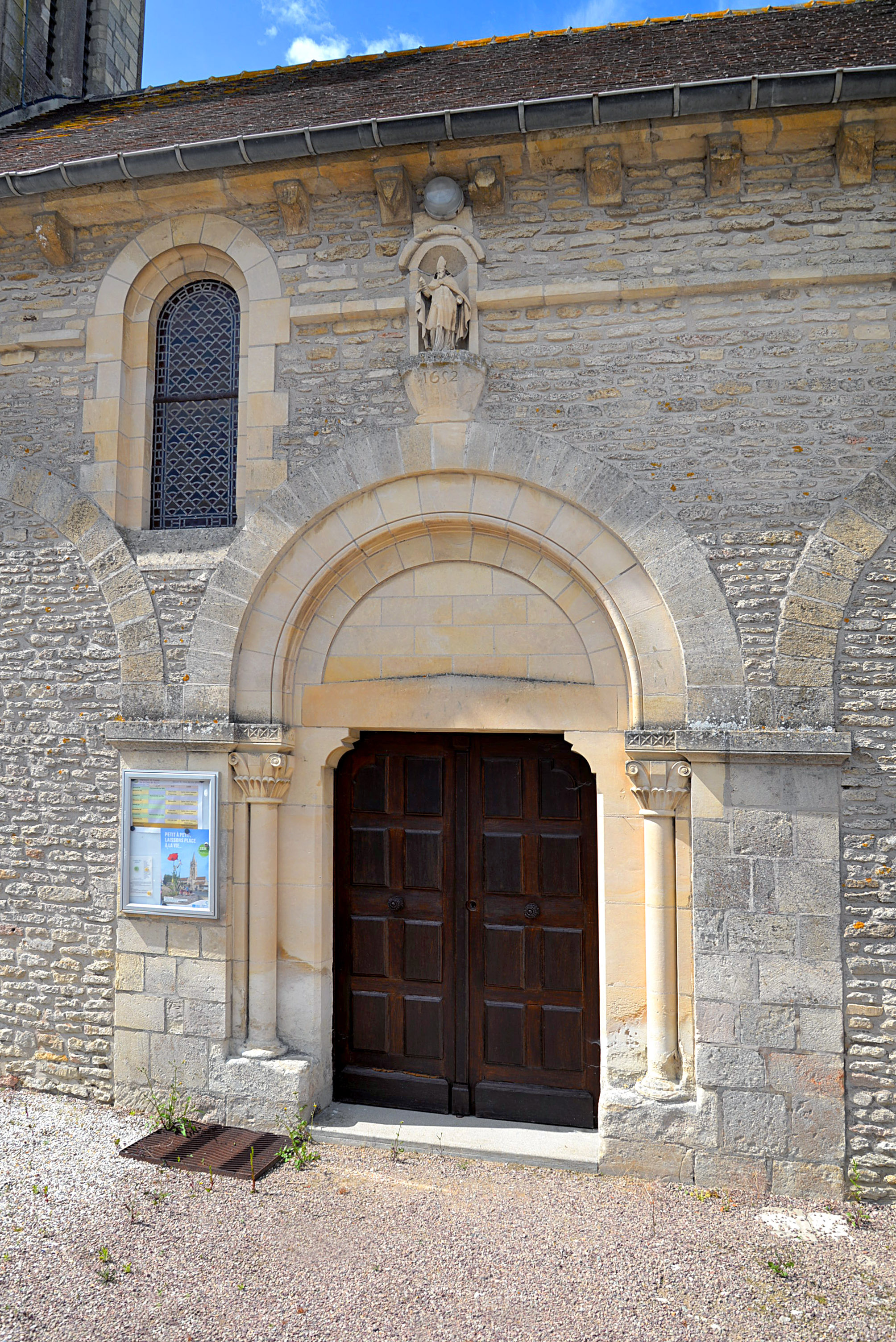
La porte latérale sud de l'église Saint-Aubin.
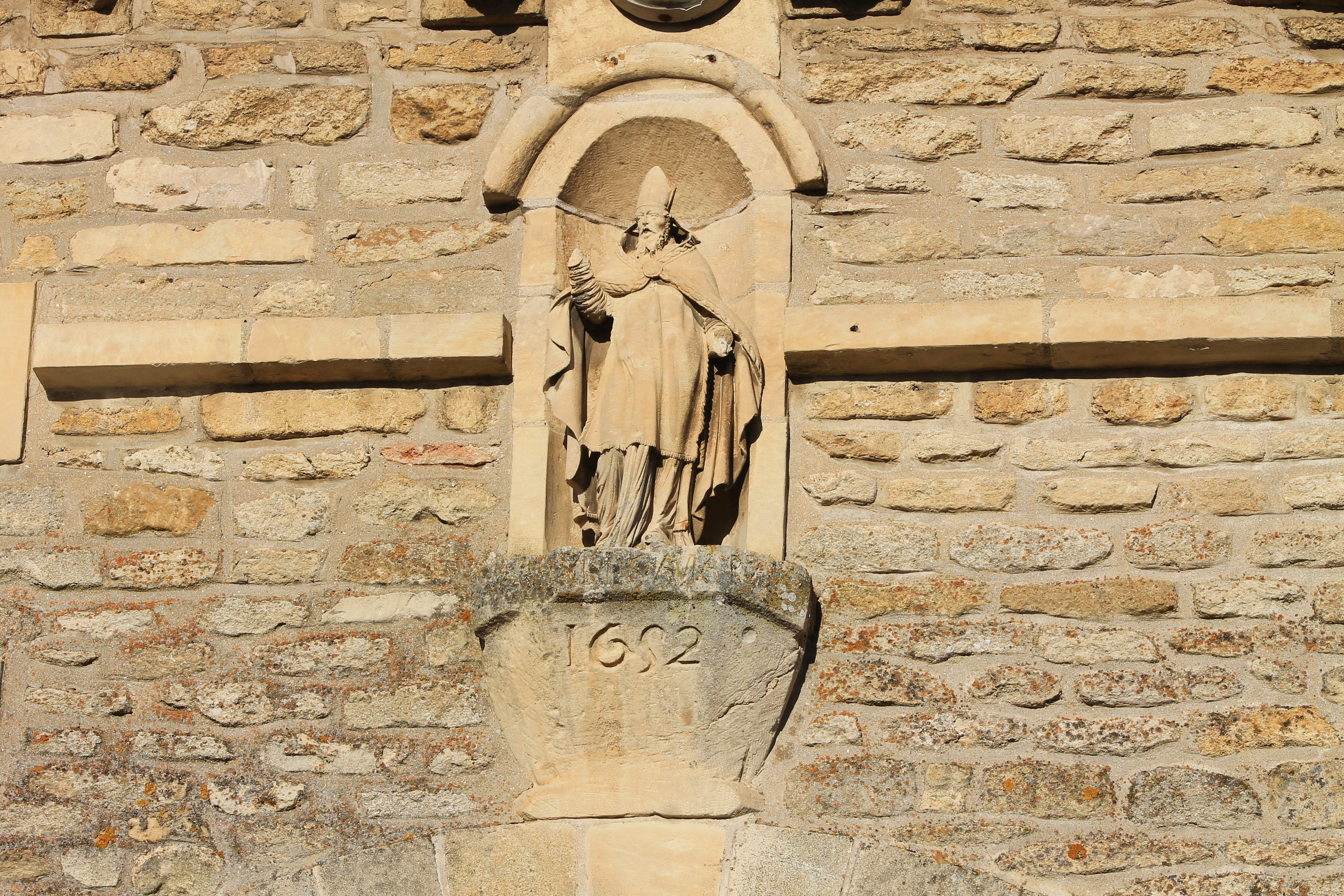
Saint Aubin, évêque d'Angers.
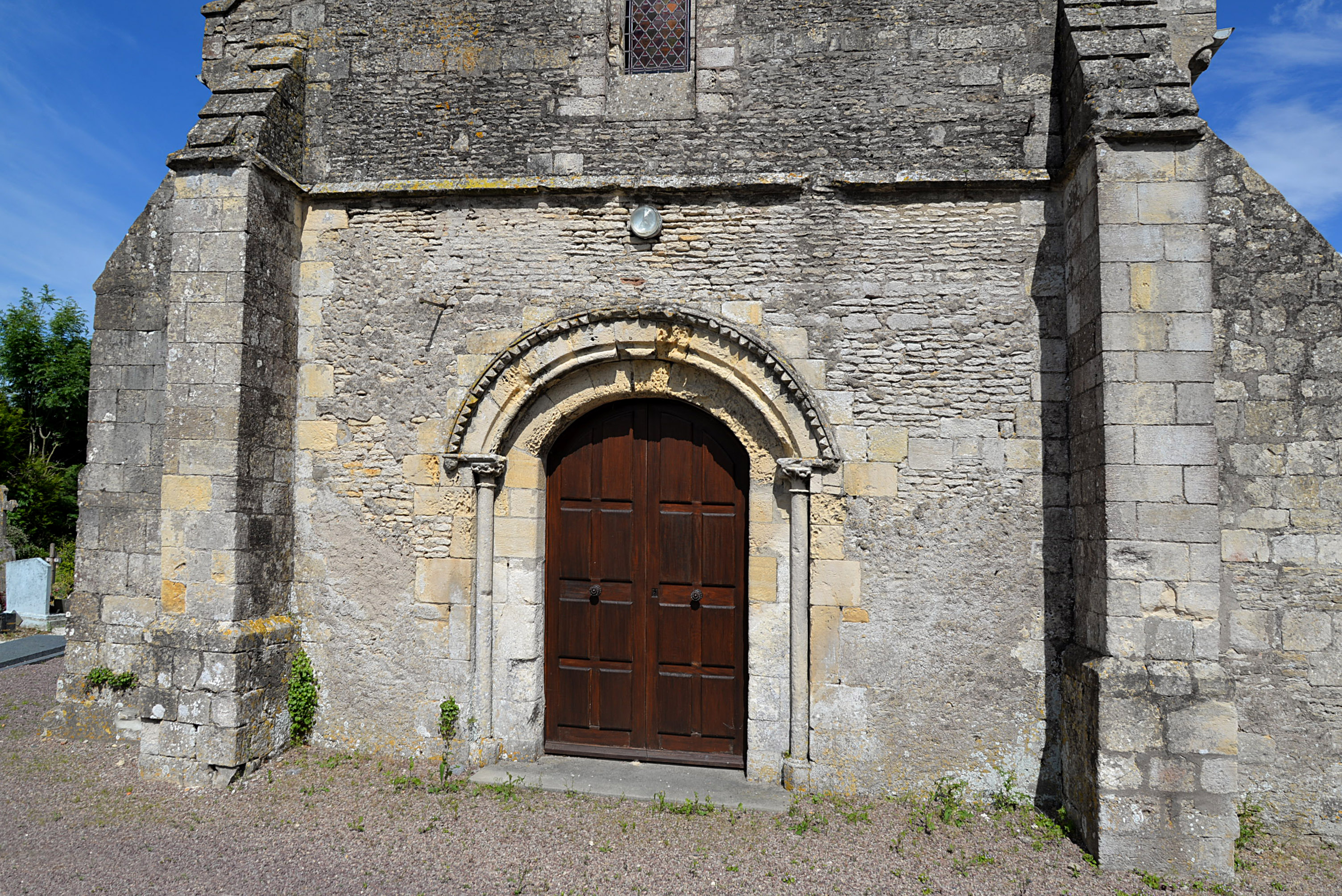
Le portail ouest de l'église Saint-Aubin.
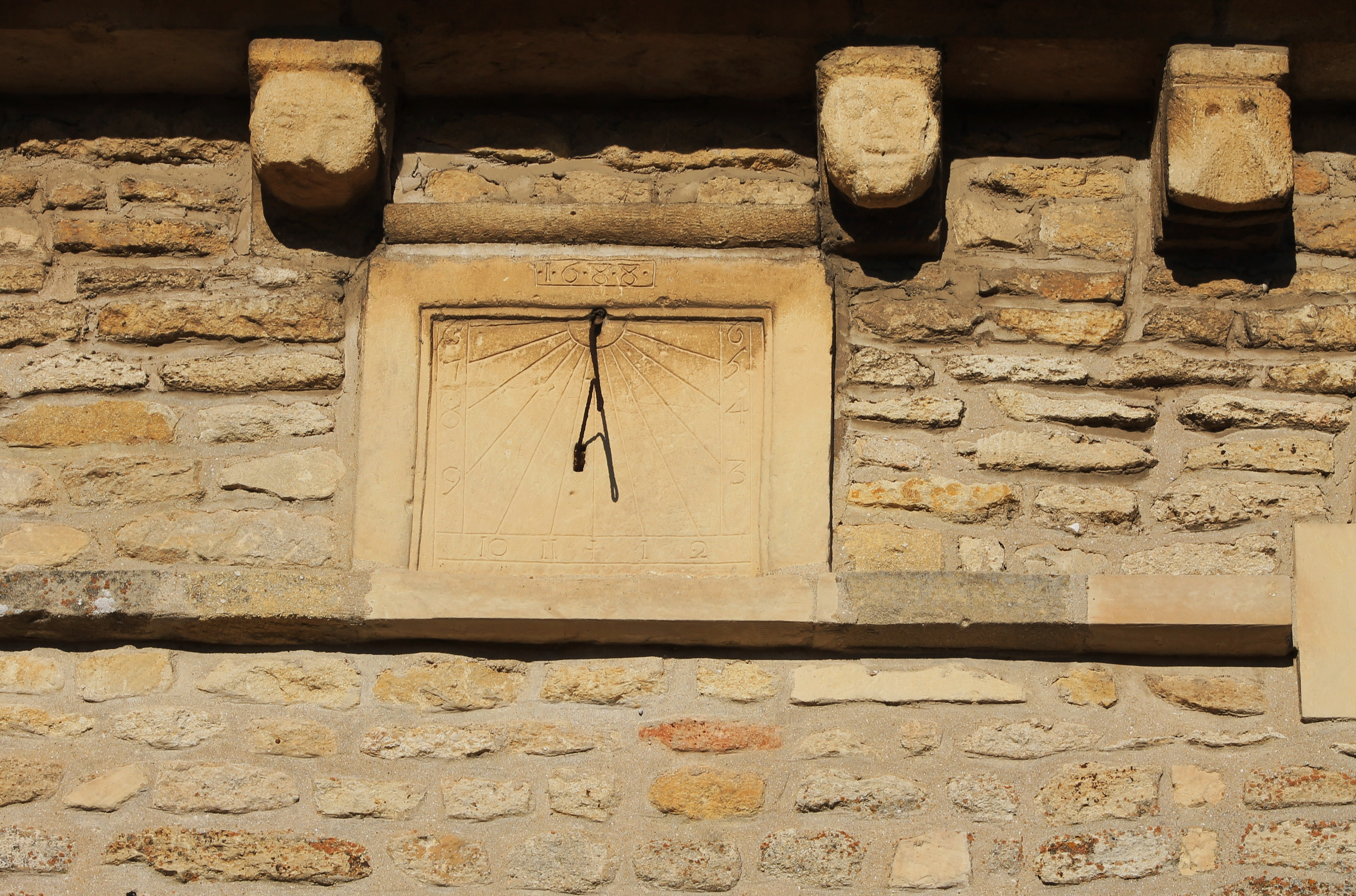
Le cadran solaire.
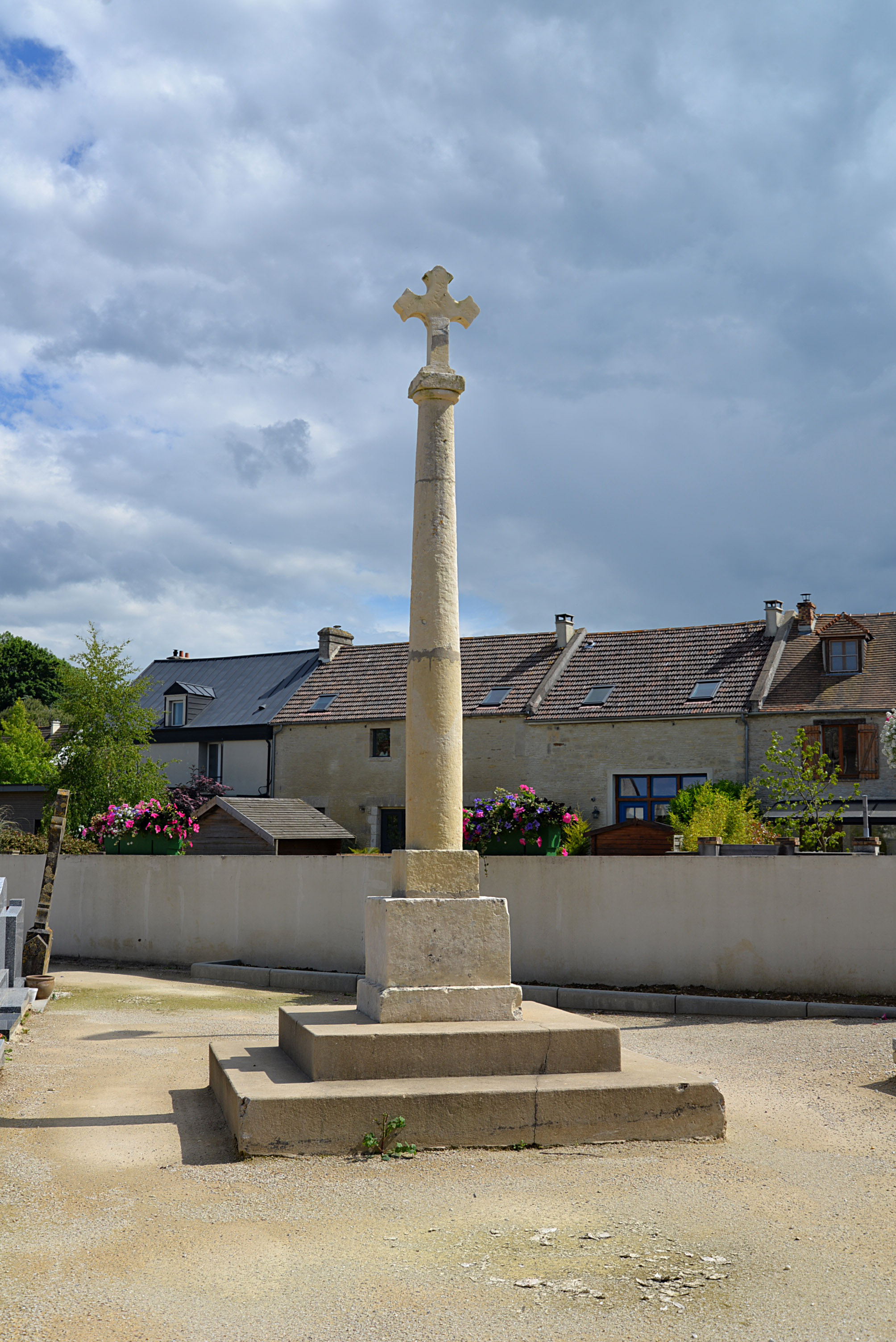
Croix hosannière dans le cimetière.
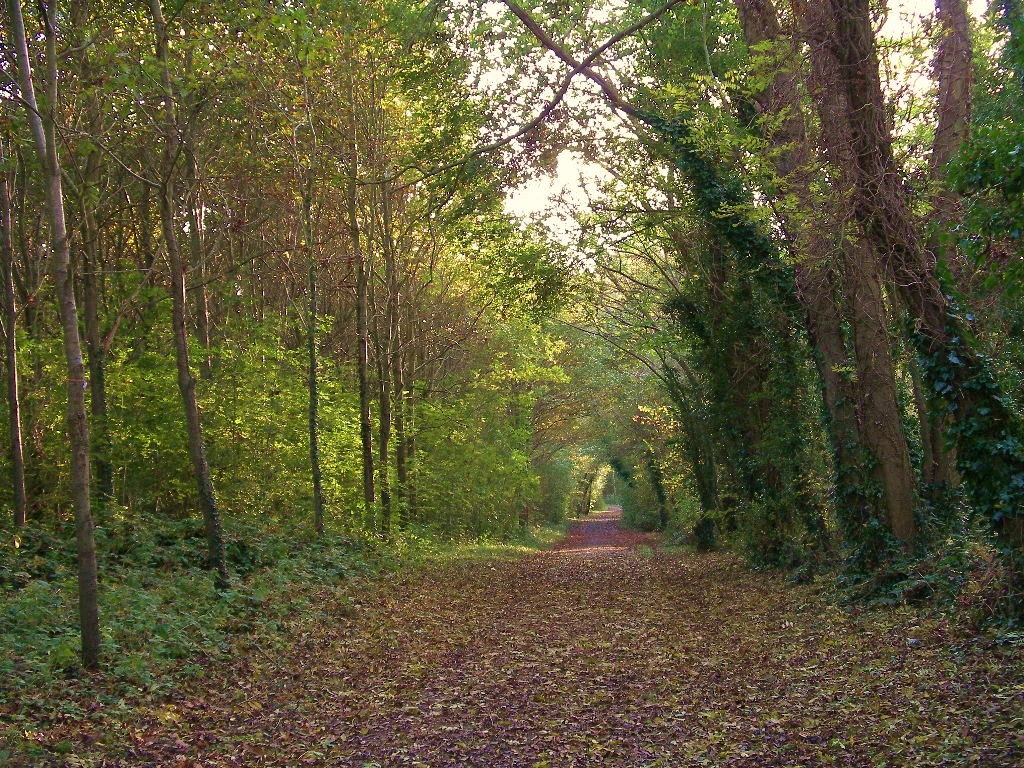
Chemin des Pèlerins dans le bois du Caprice.

### Héraldique
| Armes de Saint-Aubin-d'Arquenay | Les armes de la commune de Saint-Aubin-d'Arquenay se blasonnent ainsi : De sinople au sautoir d'or chargé d'un écusson de gueules aux deux léopards d'or passant l'un sur l'autre, armés et lampassés d'azur, cantonné à dextre de forces de tondeur renversées et à senestre d'une masse de tailleur de pierre, le tout d'argent. Les deux léopards d'or sur champ de gueules rappellent les armes de la Normandie. |